# Рязанцев, Максим Николаевич
Макси́м Никола́евич Ряза́нцев (14 марта 1977, Рыбинск) — российский футболист, полузащитник. Мастер спорта России.

## Карьера
Футболом начал заниматься в 7 лет (СК «Метеор»). Первые тренеры — Борис Серапионович Беляков и Владимир Николаевич Гладков. Первая профессиональная команда — «Вымпел» Рыбинск. Окончил филиал Сибирской государственной Академии физической культуры и спорта. С 2003-го по 2010 год — игрок «Урала» Екатеринбург. Победитель второго дивизиона в зоне «Урал» 2004 года. Бронзовый призёр Первого дивизиона 2006 года. Участник полуфинального матча Кубка России по футболу 2007/08.